# BTC City Ljubljana Zhiraf Ambedo
El BTC City Ljubljana Zhiraf Ambedo (código UCI: BZA) es un equipo ciclista femenino de Italia de categoría UCI Women's Continental Team, segunda categoría femenina del ciclismo en ruta a nivel mundial.

## Material ciclista
El equipo utiliza bicicletas Dynatek Bikes y componentes SRAM.

## Clasificaciones UCI
Las clasificaciones del equipo y de su ciclista más destacado son las siguientes:
| Temporada | Clasificación por equipos | Mejor corredor | Posición |
| 2021      |                           | Bandera de ?   |          |

## Palmarés
Para años anteriores véase: Palmarés del BTC City Ljubljana Zhiraf Ambedo.

### Palmarés 2024

#### UCI WorldTour Femenino
| Fechas | Carreras | Ganadora |

#### Calendario UCI Femenino
| Fechas     | Carreras               | Ganadora     |
| 12 de mayo | Belgrade GP Woman Tour | Hanna Tseraj |

#### Campeonatos nacionales
| Fechas | Carreras | Ganadora |

## Plantillas
Para años anteriores, véase Plantillas del BTC City Ljubljana Zhiraf Ambedo

### Plantilla 2022
| Integrantes del equipo 2022 | Integrantes del equipo 2022 | Integrantes del equipo 2022                 | Integrantes del equipo 2022 |
| Corredor                    | Fecha de nacimiento         | Equipo previo                               |                             |
| --------------------------- | --------------------------- | ------------------------------------------- | --------------------------- |
| Sara Casasola               | 29 de noviembre de 1999     | Servetto-Makhymo-Beltrami TSA (2021)        |                             |
| Anna Chili                  | 8 de julio de 1999          |                                             |                             |
| Tatiana Chili               | 8 de julio de 1999          |                                             |                             |
| Sofia Clerici               | 3 de noviembre de 2002      |                                             |                             |
| Lara Krähemann              | 12 de enero de 1999         | Cogeas-Mettler-Look Pro Cycling Team (2020) |                             |
| Giulia Luciani              | 23 de diciembre de 2000     |                                             |                             |
| Silvia Magri                | 17 de octubre de 2000       | Valcar-Travel & Service (2021)              |                             |
| Kseniya Sementsova          | 2 de febrero de 2002        |                                             |                             |
| Martina Sgrisleri           | 14 de noviembre de 2001     |                                             |                             |
| Giorgia Simoni              | 24 de marzo de 2002         |                                             |                             |
|                             |                             |                                             |                             |
| Fuente: UCI                 |                             |                                             |                             |